# Поиск

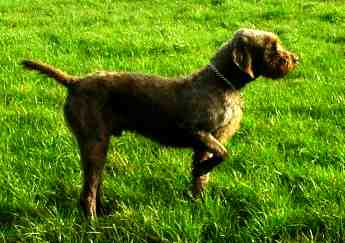
Стойка собаки — визуальный сигнал охотнику об обнаружении добычи

По́иск — процесс, связанный с приближением к желанному, наделенному ценностью объекту. Поиск обладает свойством фигуративности — его результаты могут восприниматься пятью чувствами человека: зрением, осязанием, вкусом, слухом или обонянием. У животных активный поиск — вид целенаправленного поведения, ориентированного на обнаружение внешнего стимула (пища, гнездовой материал, половой партнер и т.д.). После обнаружения стимул играет роль спускового механизма, обеспечивающего выполнение заключительного поведенческого акта (питание, гнездостроение, спаривание и т.д.). Поисковое поведение (аппетентное поведение) животного изменчиво, связано с разнообразными действиями. Заключительный поведенческий акт стереотипен.

## Поисковая активность человека
Основной задачей поиска является обнаружение объекта — установление его местоположения. Обнаружение объекта как единого целого является стадией восприятия, которое связано с работой не только сенсорных, но и моторных органов.
Изучением поиска реальных объектов в различных средах занимается теория поиска.:6 Из-за особенности задач теория поиска считается самостоятельной математической дисциплиной. Теория поиска занимается вопросами обнаружения как с помощью технических средств, так и глаз наблюдателя.:8
При рассмотрении поиска в рамках теории игр задача поиска рассматривается как дифференциальная игра с неполной информацией.:407

### В литературных произведениях
Поиск — один из четырёх основных (архетипических) сюжетов.